# Qivitoq
Pour plus de détails, voir Fiche technique et Distribution.
Qivitoq est un film danois réalisé par Erik Balling, sorti en 1956. C'est un drame sentimental qui se déroule au Groenland au XXe siècle.

## Synopsis
Le film se résume à une histoire d'amour impossible entre un directeur d'une entreprise danoise et une femme inuite.

## Fiche technique
- Titre : Qivitoq
- Réalisation : Erik Balling
- Scénario : Leck Fischer
- Musique : Svend Erik Tarp
- Photographie : Poul Pedersen
- Pays d'origine : Danemark
- Format : Couleurs
- Durée : 119 minutes
- Date de sortie : 1956

## Distribution
- Poul Reichhardt : Jens Lauritzen
- Astrid Villaume : Eva Nygaard
- Gunnar Lauring : Marius Mariboe
- Randi Michelsen : Fru Mariboe
- Bjørn Watt-Boolsen : Dr. Erik Halsøe

## Distinctions
Le film a été présenté en sélection officielle en compétition au festival de Cannes 1957 où il reçoit le prix du documentaire romanesque. Il est ensuite nommé à l'Oscar du meilleur film en langue étrangère.